# Три Брата (муниципальный округ Первоуральск)
Три Бра́та — глыбовые скалы на Среднем Урале, в муниципальном округе Первоуральск Свердловской области России. В нескольких сотнях метров севернее скал проходит граница с Невьянским муниципальным округом. Ближайший населённый пункт — посёлок Аять. Среди путешественников малоизвестны.

## Описание
Скалы Три Брата представляют собой гребень, сложенный гранодиоритовыми глыбами и плитами причудливой формы, встречаются каменные чаши. Подъём на скальную возвышенность достаточно крутой. Скалы полностью окружены сосновым лесом. С севера и востока гору огибает небольшой ручей (приток реки Малой Чёрной). С вершины открывается вид на окрестности, однако обзору мешают примыкающие к скалам деревья. В хорошую погоду с Трёх Братьев видны озеро Таватуй, посёлки Аять и Сагра. Наиболее хорошо просматривается гора Стожок на востоке. В высоту скалы достигают 10—15 метров. Абсолютная высота — около 360 метров над уровнем моря.
Среди скал можно выделить три самые большие скалы:
- Скала Старший Брат (высота около 15 метров), напоминающая пирамиду из валунов, с северной имеет отвесный склон и менее отвесная с южной стороны;
- Скала Средний Брат (высота 8—10 метров) также имеет отвесные склоны, на вершине скал, на валунах имеются включения пегматитов белого цвета гигантскозернистой структуры;
- Младший Брат (высота 5—6 метров) находится на юго-восточном склоне горы.